# Єгуда Аміхай
Єгу́да Аміха́й (івр. יהודה עמיחי; початкове ім'я — Людвіг Пфойфер, нім. Ludwig Pfeuffer; 3 травня 1924, Вюрцбург, Німеччина — 22 вересня 2000, Єрусалим, Ізраїль) — ізраїльський поет.

## Біографія
Аміхай народився у родині ортодоксальних євреїв, змалку вивчав іврит і здобув релігійне виховання. Батько майбутнього письменника мав власну крамницю, а його предки жили на півдні Німеччини ще з часів Середньовіччя. Після того, як до влади у країні прийшли нацисти, життя єврейської спільноти стало нестерпним. Тож у 1935 р. родина Аміхая назавжди покинула Німеччину і незабаром оселилася в Єрусалимі, який тоді ще перебував під контролем британської адміністрації.
Коли почалась Друга світова війна, Аміхай вступив до лав Єврейської бригади — підрозділу британської армії, яка брала участь у запеклих боях з нацистами. Пізніше, під час війни за незалежність Ізраїлю, він воював у складі підпільного диверсійно-розвідувального загону. Загалом доля Аміхая завжди була тісно пов'язана з долею його народу — поет завжди був готовий зі зброєю у руках стати на захист своєї країни і ще двічі — у 1956 і 1973 pp. — брав участь у бойових діях ізраїльської армії. Враження воєнних літ лягли в основу багатьох поетичних творів Аміхая.
Аміхай навчався у Єврейському університеті (Єрусалим), після закінчення якого викладав Біблію, іврит та єврейську літературу в школах Ізраїлю. Свої перші вірші Аміхай написав у 1949 p., ще навчаючись в університеті, а в 1955 р. побачила світ перша збірка поета «Днесь і в інші дні»(«Ахшав убаямін на'ахшерім»). Після публікації другої книги віршів «Дві далекі надії» («Бемерхак шетей тіквот», 1958) Аміхай здобув визнання як один з чільних представників покоління, що прийшло в літературу після завершення боротьби ізраїльтян за незалежність. До цієї генерації, окрім Аміхая, входили передусім такі поети, як Натан Зах, Далія Равикович, Дан Паґіс та ін.
Прозова творчість Аміхая має здебільшого автобіографічну основу. Письменник, зокрема, зауважував: «Моя особиста історія збігається з історією у ширшому розумінні цього слова. Для мене вони завжди були тотожними». У його першому романі «Не тепер і не тут» («Ло ме'ахшав, ло мікан», 1963) розповідається про молодого ізраїльтянина, який народився у Німеччині і після завершення Другої світової війни намагається зрозуміти світ, у якому стала можливою трагедія Голокосту. Героєм другого роману Аміхая «Щоб мати, де жити» («Мі їтені малон», 1971) став ізраїльський поет, який живе у Нью-Йорку, і ця книга побачила світ якраз тоді, коли сам Аміхай перебував у США, читаючи свої вірші перед студентами американських коледжів. Крім того, у 1971 та 1976 pp. він викладав у Каліфорнійському університеті (Берклі), а у 1987 р. — в університеті Нью-Йорка (тут, либонь, слід зазначити, що відомим в англомовному світі Аміхай став у 70-х pp. XX ст. — передусім завдяки зусиллям відомого англійського поета і перекладача Теда Х'юза, який активно популяризував творчість Аміхая у США та Великій Британії).
Джерелом і художнім тлом усієї творчості Аміхая була біблійна староєврейська мова, яку поет збагатив багатьма розмовними висловами та сучасними поняттями. У своїх поетичних творах він умів бездоганно відтворити ритміку й образно-композиційну структуру старозаповітних текстів. У вірші «Національні роздуми» Аміхай, розмірковує про долю сучасного івриту так: Наша зболена мова, Пробудившись з Біблійного сну, Невидющою тінню блукає між нами — Наша мова, в якій нам явився Господь, Нині каже: Автобус, ракета, Всевишній.
(Переспів з англ. Г. Безкоровайного)
Мова творів Аміхая сповнена витонченої іронії, іноді — пристрасна і відверто-проста, а іноді — зумисно стримана і суха. Дитячі спогади постають у його поезії як короткочасне ностальгійне повернення у світ миру і невинності: Пам'ятай: навіть шлях на страхітливу битву
Попри вікна й сади пролягає, І малеча гасає двором за рудим цуценятком.
(Переспів з англ. Г. Безкоровайного)
Життя Аміхая було тісно пов'язане з народженням і боротьбою за утвердження Ізраїлю. Як згадує у передмові до книги «Вибрані поезії Єгуди Аміхая» («The Selected Poetry of Yehuda Amichai», 1986) дослідниця і перекладачка його творів англійською мовою Хана Блох, «у 1973 році, під час війни Судного Дня, до війська було мобілізовано багатьох ізраїльських студентів. Отримавши відповідний наказ, студенти повернулися до своїх університетських помешкань, щоб зібрати речі. І кожен з них узяв із собою в бій не лише необхідне спорядження та зброю, а й книгу віршів Єгуди Аміхая». Поет умів напрочуд гармонійно поєднувати у своїх творах пристрасний громадянський пафос з тонким ліризмом та глибокою філософською рефлексією, здобувши багатьох відданих шанувальників не лише у себе на батьківщині, а й за кордоном. Твори Аміхая перекладені 37 мовами й увійшли до багатьох антологій, поет нагороджений кількома міжнародними літературними преміями, а у 1982 р. став лауреатом Премії Ізраїлю.
Останні роки життя Аміхая минули в Єрусалимі, у колі рідних та близьких. Поет двічі був одружений: перша дружина, Тамар Горн, народила сина, а у шлюбі з Ханою Соколов у Аміхая народився ще один син і донька.

## Збірки
- Укр. пер. — [Вірші] // Всесвіт. — 1995. — № 12;
- Рос. пер. — [Вірші] // Маленькая антология. — Иерусалим, 1988;
- [Вірші] // Моей земле. — Иерусалим 1988;
- [Вірші] // Совр. поэзия Израиля. — Москва 1990;
- [Вірші] // Шира хадиша: Страницы новой израильской поэзии в переводах. — Тель-Авив, 1992;
- [Вірші] // Тридцать три века евр. поэзии. — Екатеринбург — Каменско-Уральский, 1997;
- [Вірші] // Антология иврит, литературы; Евр. лит. XIX—XX веков в русских переводах. — Москва, 1999.